# Box-office France 1983
Cet article traite du box-office cinéma de 1983 en France.

## Les films à plus d'un million d'entrées
| Rang | Titre                                           | Pays | Réalisateur                                 | Entrées   |
| ---- | ----------------------------------------------- | ---- | ------------------------------------------- | --------- |
| 1.   | Les dieux sont tombés sur la tête               |      | Jamie Uys                                   | 5 950 061 |
| 2.   | L'Été meurtrier                                 |      | Jean Becker                                 | 5 137 040 |
| 3.   | Le Marginal                                     |      | Jacques Deray                               | 4 956 822 |
| 4.   | Les Compères                                    |      | Francis Veber                               | 4 847 229 |
|      | Blanche-Neige et les Sept Nains (rep)           |      | Walt Disney / David Hand / William Cottrell | 4 700 000 |
| 5.   | Star Wars, épisode VI : Le Retour du Jedi       |      | Richard Marquand                            | 4 243 984 |
| 6.   | Flashdance                                      |      | Adrian Lyne                                 | 4 137 540 |
| 7.   | Papy fait de la résistance                      |      | Jean-Marie Poiré                            | 4 104 082 |
| 8.   | Tootsie                                         |      | Sydney Pollack                              | 3 840 083 |
| 9.   | Tchao Pantin                                    |      | Claude Berri                                | 3 829 139 |
| 10.  | Banzaï                                          |      | Claude Zidi                                 | 3 769 687 |
| 11.  | Le Ruffian                                      |      | José Giovanni                               | 3 392 258 |
| 12.  | Rocky 3 : L'Œil du tigre                        |      | Sylvester Stallone                          | 3 053 584 |
| 13.  | Rambo                                           |      | Ted Kotcheff                                | 3 039 138 |
| 14.  | Octopussy                                       |      | John Glen                                   | 2 944 481 |
| 15.  | Gandhi                                          |      | Richard Attenborough                        | 2 679 974 |
| 16.  | Jamais plus jamais                              |      | Irvin Kershner                              | 2 582 054 |
| 17.  | J'ai épousé une ombre                           |      | Robin Davis                                 | 2 536 305 |
| 18.  | Le Battant                                      |      | Alain Delon                                 | 1 935 094 |
| 19.  | La Crime                                        |      | Philippe Labro                              | 1 830 204 |
| 20.  | L'Africain                                      |      | Philippe de Broca                           | 1 786 296 |
| 21.  | Quand faut y aller, faut y aller                |      | E. B. Clucher                               | 1 707 062 |
| 22.  | WarGames                                        |      | John Badham                                 | 1 689 565 |
| 23.  | Tonnerre de feu                                 |      | John Badham                                 | 1 679 052 |
| 24.  | Le Bourreau des cœurs                           |      | Christian Gion                              | 1 652 422 |
| 25.  | Coup de foudre                                  |      | Diane Kurys                                 | 1 631 269 |
| 26.  | Furyo                                           |      | Nagisa Oshima                               | 1 579 223 |
| 27.  | Staying Alive                                   |      | Sylvester Stallone                          | 1 518 511 |
| 28.  | La Femme de mon pote                            |      | Bertrand Blier                              | 1 485 746 |
| 29.  | Garçon !                                        |      | Claude Sautet                               | 1 434 467 |
| 30.  | Rue Cases-Nègres                                |      | Euzhan Palcy                                | 1 410 511 |
| 31.  | Danton                                          |      | Andrzej Wajda                               | 1 392 779 |
| 32.  | Le Prix du danger                               |      | Yves Boisset                                | 1 388 858 |
| 33.  | Au nom de tous les miens                        |      | Robert Enrico                               | 1 380 729 |
| 34.  | Outsiders                                       |      | Francis Ford Coppola                        | 1 323 479 |
| 35.  | Le Grand Carnaval                               |      | Alexandre Arcady                            | 1 271 311 |
| 36.  | 48 Heures                                       |      | Walter Hill                                 | 1 224 637 |
| 37.  | Dark Crystal                                    |      | Jim Henson / Frank Oz                       | 1 215 419 |
| 38.  | Superman 3                                      |      | Richard Lester                              | 1 174 974 |
| 39.  | Vivement dimanche !                             |      | François Truffaut                           | 1 169 635 |
| 40.  | Un fauteuil pour deux                           |      | John Landis                                 | 1 161 264 |
| 41.  | Les Dents de la mer 3                           |      | Joe Alves                                   | 1 158 873 |
| 42.  | Le Choix de Sophie                              |      | Alan J. Pakula                              | 1 142 344 |
| 43.  | Attention, une femme peut en cacher une autre ! |      | Georges Lautner                             | 1 107 386 |
| 44.  | Le Retour des bidasses en folie                 |      | Michel Vocoret                              | 1 106 593 |
| 45.  | Monty Python : Le Sens de la vie                |      | Terry Gilliam / Terry Jones                 | 1 091 468 |
| 46.  | Circulez y a rien à voir !                      |      | Patrice Leconte                             | 1 084 439 |
| 47.  | Signes extérieurs de richesse                   |      | Jacques Monnet                              | 1 074 802 |
| 48.  | Y a-t-il enfin un pilote dans l'avion ?         |      | Ken Finkleman                               | 1 035 394 |
| 49.  | Zelig                                           |      | Woody Allen                                 | 1 000 177 |
|      | Pinocchio (rep)                                 |      | Hamilton Luske / Ben Sharpsteen             | 1 000 000 |

Par pays d'origine des films (Pays producteur principal)
- France : 25 films
- États-Unis : 17 films
- Royaume-Uni : 3 films
- Afrique du Sud : 1 film
- Inde : 1 film
- Italie : 1 film
- Japon : 1 film
- Total : 49 films

## Box-office par semaine
| #  | Semaine                            | Film no 1                                 | Pays              | Entrées           |
| -- | ---------------------------------- | ----------------------------------------- | ----------------- | ----------------- |
| 1  | 29 décembre 1982 au 4 janvier 1983 | E.T., l'extra-terrestre                   |                   | 861 602 entrées   |
| 2  | 5 janvier au 11 janvier 1983       | E.T., l'extra-terrestre                   | 430 634 entrées   |                   |
| 3  | 12 janvier au 18 janvier 1983      | Le Ruffian                                |                   | 866 171 entrées   |
| 4  | 19 janvier au 25 janvier 1983      | Le Ruffian                                | 636 069 entrées   |                   |
| 5  | 26 janvier au 1er février 1983     | Le Ruffian                                | 437 430 entrées   |                   |
| 6  | 2 février au 8 février 1983        | Le Battant                                |                   | 519 418 entrées   |
| 7  | 9 février au 15 février 1983       | Le Battant                                | 388 511 entrées   |                   |
| 8  | 16 février au 22 février 1983      | J'ai épousé une ombre                     | 439 368 entrées   |                   |
| 9  | 23 février au 1er mars 1983        | J'ai épousé une ombre                     | 473 382 entrées   |                   |
| 10 | 2 mars au 8 mars 1983              | Rambo                                     |                   | 496 870 entrées   |
| 11 | 9 mars au 15 mars 1983             | Tootsie                                   | 455 066 entrées   |                   |
| 12 | 16 mars au 22 mars 1983            | Tootsie                                   | 436 618 entrées   |                   |
| 13 | 23 mars au 29 mars 1983            | Banzaï                                    |                   | 812 032 entrées   |
| 14 | 30 mars au 5 avril 1983            | Banzaï                                    | 863 460 entrées   |                   |
| 15 | 6 avril au 12 avril 1983           | Banzaï                                    | 726 678 entrées   |                   |
| 16 | 13 avril au 19 avril 1983          | Banzaï                                    | 399 962 entrées   |                   |
| 17 | 20 avril au 26 avril 1983          | Circulez y a rien à voir !                | 269 813 entrées   |                   |
| 18 | 27 avril au 3 mai 1983             | Gandhi                                    |                   | 237 974 entrées   |
| 19 | 4 mai au 10 mai 1983               | Gandhi                                    | 191 276 entrées   |                   |
| 20 | 11 mai au 17 mai 1983              | L'Été meurtrier                           |                   | 810 433 entrées   |
| 21 | 18 mai au 24 mai 1983              | L'Été meurtrier                           | 650 034 entrées   |                   |
| 22 | 25 mai au 31 mai 1983              | L'Été meurtrier                           | 436 419 entrées   |                   |
| 23 | 1er juin au 7 juin 1983            | L'Été meurtrier                           | 299 900 entrées   |                   |
| 24 | 8 juin au 14 juin 1983             | L'Été meurtrier                           | 267 400 entrées   |                   |
| 25 | 15 juin au 21 juin 1983            | L'Été meurtrier                           | 279 952 entrées   |                   |
| 26 | 22 juin au 28 juin 1983            | Monty Python : Le Sens de la vie          |                   | 270 777 entrées   |
| 27 | 29 juin au 5 juillet 1983          | L'Été meurtrier                           |                   | 211 133 entrées   |
| 28 | 6 juillet au 12 juillet 1983       | L'Été meurtrier                           | 151 547 entrées   |                   |
| 29 | 13 juillet au 19 juillet 1983      | Le Justicier de minuit                    |                   | 125 501 entrées   |
| 30 | 20 juillet au 26 juillet 1983      | Œil pour œil                              | 119 206 entrées   |                   |
| 31 | 27 juillet au 2 août 1983          | Joy                                       |                   | 156 409 entrées   |
| 32 | 3 août au 9 août 1983              | Joy                                       | 150 555 entrées   |                   |
| 33 | 10 août au 16 août 1983            | Superman 3                                |                   | 333 675 entrées   |
| 34 | 17 août au 23 août 1983            | Tonnerre de feu                           |                   | 494 939 entrées   |
| 35 | 24 août au 30 août 1983            | La Crime                                  |                   | 490 089 entrées   |
| 36 | 31 août au 6 septembre 1983        | La Femme de mon pote                      | 525 518 entrées   |                   |
| 37 | 7 septembre au 13 septembre 1983   | Outsiders                                 |                   | 274 000 entrées   |
| 38 | 14 septembre au 20 septembre 1983  | Flashdance                                | 602 103 entrées   |                   |
| 39 | 21 septembre au 27 septembre 1983  | Flashdance                                | 571 916 entrées   |                   |
| 40 | 28 septembre au 4 octobre 1983     | Flashdance                                | 469 405 entrées   |                   |
| 41 | 5 octobre au 11 octobre 1983       | Octopussy                                 |                   | 865 580 entrées   |
| 42 | 12 octobre au 18 octobre 1983      | Octopussy                                 | 519 196 entrées   |                   |
| 43 | 19 octobre au 25 octobre 1983      | Le Retour du Jedi                         |                   | 1 006 999 entrées |
| 44 | 26 octobre au 1er novembre 1983    | Le Marginal                               |                   | 1 814 843 entrées |
| 45 | 2 novembre au 8 novembre 1983      | Le Marginal                               | 922 780 entrées   |                   |
| 46 | 9 novembre au 15 novembre 1983     | Le Marginal                               | 757 374 entrées   |                   |
| 47 | 16 novembre au 22 novembre 1983    | Le Marginal                               | 391 332 entrées   |                   |
| 48 | 23 novembre au 29 novembre 1983    | Les Compères                              | 1 155 383 entrées |                   |
| 49 | 30 novembre au 6 décembre 1983     | Les Compères                              | 781 064 entrées   |                   |
| 50 | 7 décembre au 13 décembre 1983     | Blanche-Neige et les Sept Nains (reprise) |                   | 665 590 entrées   |
| 51 | 14 décembre au 20 décembre 1983    | Blanche-Neige et les Sept Nains (reprise) | 597 963 entrées   |                   |
| 52 | 21 décembre au 27 décembre 1983    | Blanche-Neige et les Sept Nains (reprise) | 733 638 entrées   |                   |